# 我らの主イエス・キリストの変容
『我らの主イエス・キリストの変容』（われらのしゅイエス・キリストのへんよう、フランス語: La Transfiguration de Notre Seigneur Jésus-Christ）は、オリヴィエ・メシアンが1965年から1969年にかけて作曲した、混声合唱と7人の楽器独奏、非常に大きなオーケストラのために書かれた音楽作品。オラトリオとされることもある。
ウルガタ聖書にもとづいてラテン語で歌われる。編成規模や長さにおいてトゥランガリーラ交響曲をしのぐ巨大な作品になった。全14楽章で、演奏時間は約1時間40分。

## 概要
共観福音書に見られる主イエスの変容の逸話を題材としている。これらの福音書ではイエスがペトロ、ヤコブ、ヨハネのみを連れて山に登ったときに彼らの目の前で太陽のように輝く姿を見せ、モーセやエリヤと語り、光り輝く雲に覆われて雲の中から声が聞こえたと記されている。
歌詞はウルガタ聖書によるマタイによる福音書17章1-9節の引用（福音朗読）を中心とし、これを4つの楽章に分けている（1・4・8・11楽章）。福音楽章それぞれの後に聖書ほかの引用からなる瞑想の楽章が2つずつ続き、これに2つのコラール（第7・14楽章）が加わって14楽章になる。この構想はヨハン・ゼバスティアン・バッハの受難曲に近い。瞑想の楽章では大量の鳥の歌が使用されるが、福音朗読とコラールの楽章では鳥の歌は使われない。
ラテン語の発音について、メシアンはフランス式ではなくローマ式（イタリア式）の発音をするように要求している。

## 作曲の経緯
1965年、ポルトガルのカルースト・グルベンキアン財団は、財団の創立者であるカルースト・グルベンキアンを記念する作品をメシアンに依頼した。当初示されたスケジュールでは初演は1966年6月であり、依頼から初演まで1年足らずという短い期間しか与えられていなかった。メシアンはこの条件で引き受けたものの、適当な指揮者が見つからず、メシアン自身も作品を完成まで持っていくことができなかった。計画は見直されて最初の予定より3年後の1969年6月初演とされ、演奏時間も当初予定の45分から倍以上にふくれあがった。
1969年6月7日、リスボンの円形劇場 (Coliseu dos Recreios) において、セルジュ・ボド指揮のパリ管弦楽団とグルベンキアン合唱団によって初演された。ピアノはイヴォンヌ・ロリオ、チェロはムスティスラフ・ロストロポーヴィチによって独奏された。フランス初演は同年10月20日、同じメンバー（合唱団のみORTF合唱団）によってパリのシャイヨ宮で行われた。楽譜は1972年にルデュック社から出版された。

## 楽器編成
合唱は100人で、10人ずつ10の声部に分かれる（第1・2ソプラノ、メゾソプラノ、第1・2アルト、第1・2テノール、バリトン、第1・2バス）。
独奏はピアノ、チェロ、フルート、クラリネット、シロリンバ、ヴィブラフォン、マリンバ。
オーケストラはピッコロ2、フルート3、オーボエ3、コーラングレ、小クラリネット、クラリネット3、バスクラリネット、ファゴット3、コントラファゴット、ホルン6、ピッコロトランペット、トランペット3、トロンボーン3、バストロンボーン、バスサクソルン、チューバ、コントラバスチューバ、打楽器6、弦楽器（16-16-14-12-10）。
6人の打楽器奏者はそれぞれ以下の楽器を演奏する。リュミノフォンはこの曲のために特注された専用の楽器で、クランクで回される鉄製ドラムの中に小さな金属片を入れたもの。カウベルのトリルのような音を出す。福音朗読の楽章にのみ使用される。
1. トライアングル、スレイベル、レコレコ、ターキッシュシンバル3、サスペンデッドシンバル、シンバル
2. フィンガーシンバル、拍子木、ウッドブロック、木魚6、マラカス、リュミノフォン、サスペンテッドシンバル、シンバル
3. チューブラーベル
4. ゴング7
5. タムタム3
6. サスペンデッドシンバル

## 構成
14の楽章が7曲ずつ2つの部分に分かれ、両者の間に休憩がはいる。聖書、とくに黙示録において7という数はしばしば現れる象徴的な数字であることからこのような構造になっている。2つの部分を構成する7曲どうしは互いに対応関係にあるが、第9・13楽章が長いため、第2部の方が時間がかかる。
1. 福音朗読 (Récit Évangélique) - 金属打楽器による序奏についで、テノールのアカペラの歌が聖書の引用を歌いはじめ、他の声部と楽器が加わっていく。4曲ある福音朗読はいずれも同様に歌われる。歌詞はマタイによる福音書7章1-2節で、山の上でイエスの姿が光り輝いたことを言う。
2. 己ガ栄光アル体ニ象ラセ給ハン (Configuratum corpori claritatis suae) - ノドグロミツオシエ（英語版）などの歌を序奏としてゆっくりと神秘的に歌われる。歌詞はフィリピの信徒への手紙3章20-21節（キリストはわれわれの卑しい体を御自分の栄光ある体と同じ形に変えてくださる）、知恵の書7章26節（知恵は永遠の光の反映、神の働きを映す曇りのない鏡、神の善の姿である）、およびアレルヤ。
3. イエス・キリスト、父ノ栄光ニ輝キ (Christus Jesus, splendor Patris) - 恐ろしい曲調に転ずる。歌詞は詩篇77:19（稲妻は世界を照らし出し、地はおののき、震えた）およびヘブライ人への手紙1章3節（御子は神の栄光の反映）による。
4. 福音朗読 (Récit Évangélique) - マタイによる福音書7章3-4節、イエスがモーセやエリヤと語る姿を弟子が見たことを述べる。
5. 汝ノ帷幄ハ如何ニ愛スベキ哉 (Quam dilecta tabernacula tua) - ゆっくりとした合唱がピアノによる鳥の歌と交替する。詩篇84:2-4（主の庭を慕ってわたしの魂は絶え入りそうです。命の神に向かって、わたしの身も心も叫びます）。中間部でチェロほかの独奏について歌われるのは知恵の書7章26節の言葉（永遠の光の反映）。口を閉じてハミングする箇所がある。
6. 知恵ハ永遠ノ光ノ反映 (Candor est lucis aeternae) - 短い曲で、鳥の歌による複雑な合奏にまじって女声合唱が聞こえてくる。前曲でも出てきた知恵の書7章26節の言葉が歌詞になっている。
7. 聖なる山のコラール (Choral de la Sainte Montagne) - 第1部の終結部をなすコラール。非常にゆっくりした曲である。歌詞は詩篇48:2で、神の都にある聖なる山をたたえる。
8. 福音朗読 (Récit Évangélique) - ここから第2部にはいる。マタイによる福音書7章5節、光り輝く雲がイエスを覆い、雲の中から声が聞こえたことを述べる。細かく分割された弦楽器群による猛烈なグリッサンドが聞かれる。
9. カノ完全ナ出生ヲ完全ニ識リ給フ (Perfecte conscius illius perfectae generationis) - 最大の曲で、この楽章だけで20分近くある。金管打楽器を主体とする恐ろしい音響、ピアノやチェロの独奏、鳥の歌の合奏などが交替する。歌詞はトマス・アクィナス『神学大全』から取られている。
10. 子等ヲ全キ子トシテ迎ヘ給フ (Adaptionem filiorum perfectam) - 無伴奏のチェロ独奏に導かれて男声で歌われはじめる。全体にチェロが目立つ。変容祭（8月6日）の祈祷文を歌詞とし、アレルヤで終わる。
11. 福音朗読 (Récit Évangélique) - マタイによる福音書7章6-9節。弟子たちは驚き平伏する。イエスは自分が復活するまで今のことを話してはならないと告げる。
12. 畏ルベキ哉此処 (Terribilis est locus iste) - 歌詞は詩篇104:2（光を衣として身に覆う）、神学大全、ルカによる福音書2章14節（いと高きところには栄光）、知恵の書7章26節の4回めの引用（永遠の光の反映）、創世記28章17節（ここは、なんと畏れ多い場所だろう。これはまさしく神の家である。そうだ、ここは天の門だ。）からの引用。
13. 全三位一体ノ現レ給フ (Tota Trinitas apparuit) - 第9曲についで長い曲。歌詞は詩篇43:3（アレルヤ、あなたの光とまことを遣わしてください。彼らはわたしを導き聖なる山、あなたのいますところにわたしを伴ってくれるでしょう）、変容祭の祈祷文と賛歌、神学大全（変容においては父が声、子が人、聖霊が雲という完全な三位一体が現れる）による。
14. 栄光の光のコラール (Choral de la Lumière de Gloire) - 第2部の終結部をなすコラール。第7曲と同様に非常にゆっくりした曲だがより長く、力強く歌われて輝かしく終わる。歌詞は詩篇26:8（主よ、あなたのいます家、あなたの栄光の宿るところをわたしは慕います）による。

## 備考
メシアンが1985年の第1回京都賞を受賞したとき、代表作として挙げられたのは『鳥のカタログ』と本作であった。